# 阿斯旺 (北部省)
阿斯旺（法語：Assevent，法語發音：[asvɑ̃]）是法国上法兰西大区北部省的一个市镇，位于该省东部，属于埃尔普河畔阿韦讷区。

## 地理
阿斯旺（50°17'17"N, 4°0'54"E）面积1.87 平方千米，位于法国上法蘭西大區北部省，该省份为法国最北部的省份及最长的省份，西北濒北海，西接加来海峡省，南至埃纳省和索姆省，东与比利时接壤。
与阿斯旺接壤的市镇（或旧市镇、城区）包括：埃莱姆、布苏瓦、莫伯日、雷基尼、鲁西。

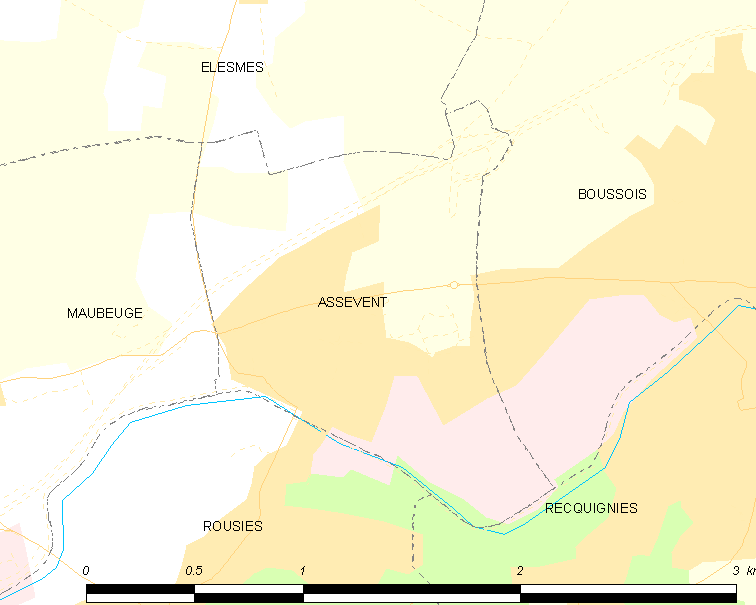
的OSM定位图

阿斯旺的时区为UTC+01:00、UTC+02:00（夏令时）。

## 行政
阿斯旺的邮政编码为59600，INSEE市镇编码为59021。

## 政治
阿斯旺所属的省级选区为莫伯日县。

## 人口

1962-2008年间人口变化图示

阿斯旺于2022年1月1日时的人口数量为1782人。